# Sidi Amar, Annaba
Sidi Amar là một đô thị thuộc tỉnh Annaba, Algérie. Dân số thời điểm năm 2002 là 72.889 người.